# Glyptothorax obscurus
Glyptothorax obscurus är en fiskart som beskrevs av Li, 1984. Glyptothorax obscurus ingår i släktet Glyptothorax och familjen Sisoridae. Inga underarter finns listade i Catalogue of Life.